# Federico Rubbo
Federico Rubbo Rodríguez, más conocido como Federico Rubbo, (5 de abril de 1989) es un jugador de balonmano uruguayo que juega de extremo izquierdo en la Scuola Italiana. Es internacional con la selección de balonmano de Uruguay.
Rubbo formó parte de la selección uruguaya en el Campeonato Mundial de Balonmano Masculino de 2021, en el que su selección participaba por primera vez.

## Clubes
| Club            | País    | Año         |
| --------------- | ------- | ----------- |
| Scuola Italiana | Uruguay | 2008 - Act. |

## Palmarés

### Selección nacional

#### Campeonato Centro y Sudamericano
- Medalla de bronce en el Campeonato Sudamericano y Centroamericano de Balonmano Masculino de 2020[3]

#### Juegos Suramericanos
- Medalla de bronce en los Juegos Suramericanos de 2022